# 马陆毛盾螨
马陆毛盾螨（学名：Trichoaspis julus）为毛盾螨属的一个种。顾以铭, 王菊生, 李建华在贵阳市土马陆（Julus terrestris）体上采得一种未曾描述过革螨，因而建立新科、新属，并因其背板周围具细毛这一特征命名为毛盾螨。